# Maria Ilona
Maria Ilona ist ein zur Zeit der Ungarischen Revolution 1848/1849 spielendes, deutsches Historiendrama aus dem Jahre 1939 von Geza von Bolvary, das als Anti-Habsburger-Pamphlet konzipiert wurde. Die Titelrolle verkörpert Paula Wessely, weitere Hauptrollen spielen Willy Birgel als Fürst Schwarzenberg und Paul Hörbiger als österreichischer Kaiser Ferdinand. Die Handlung basiert auf dem 1937 erschienenen Roman Ilona Beck von Oswald Richter-Tersik.

## Handlung
Die Handlung beginnt im europäischen Krisen- und Revolutionsjahr 1848. In dem nach Unabhängigkeit von Österreich strebenden Ungarn herrscht große Unruhe. Zahlreiche Offiziere sind bereits desertiert und bekennen sich zu den Unabhängigkeitsbestrebungen junger Offiziere des Landes. Der Kaiser in Wien ist darüber erbost und verwehrt den bereits geladenen ungarischen Offizieren beim alljährlichen Hofball auf Schloss Schönbrunn kurzerhand den Zutritt. Einer der vor der Tür abgewiesenen Jungoffiziere ist der patriotische Ungar Imre von Hontos, dessen ältere Schwester Maria Ilona mit dem drei Jahre zuvor verstorbenen, österreichischen Adeligen Baron von Wolkersdorf verheiratet gewesen war. Damit erscheint sie für beide Seiten die ideale Person, wenn es darum geht, zwischen den beiden Antagonisten Österreich und Ungarn zu vermitteln.
Auf dem Ball lernt die junge Witwe den deutlich älteren Karl Felix Fürst zu Schwarzenberg kennen. Aus der Bekanntschaft entwickelt sich rasch Liebe. Der als Ministerpräsident des Landes tätige Fürst betraut Maria Ilona daraufhin mit einer heiklen Mission: Die politisch völlig unbedarfte Maria Ilona soll versuchen, mit den zum Aufstand gegen das Haus Habsburg bereiten ungarischen Offizieren einen Ausgleich zu arrangieren. Ihrem alten Kaiser in Treue verbunden, zeigt sich die in beiden Kulturen beheimatete österreichische Ungarin dazu bereit, zum Rädelsführer Ludwig Kossuth zu reisen und um eine Aussprache zu bitten. Beide kennen sich seit gemeinsamen Kindertagen, und so kann Maria Ilona dessen Vertrauen gewinnen. Kossuth ist tatsächlich zu schriftlich festgehaltenen Zugeständnissen bereit, da trifft eine alarmierende Nachricht ein: Der alte Kaiser Ferdinand hat zugunsten seines Neffen Franz Joseph abgedankt, und der gilt nicht unbedingt als Mann des Ausgleichs.
Franz Joseph wartet nicht das Ergebnis von Maria Ilonas heikler Mission ab, sondern entsendet auf Rat seiner Mutter unter der Führung von Fürst Windischgrätz Truppen, die Ungarn besetzen sollen. Damit gelingt es ihm in kürzester Zeit, die Ungarn unisono gegen sich aufzubringen. Als Fürst Schwarzenberg daraufhin beim noch jungen Monarchen seine Demission erbittet, weist Franz Joseph dieses Ansinnen zurück. Die darüber nicht informierte Maria Ilona muss somit glauben, dass ihr geliebter Schwarzenberg an dieser militärischen Operation gegen ihre ungarische Heimat mitgewirkt hat. Sie fühlt sich von ihm belogen und verraten.
Kossuth und ihr Bruder Imre versuchen nun, Maria Ilona dazu zu überreden, vollständig in ihr politisches Lager zu wechseln und nur noch für die ungarische Sache zu kämpfen. Sie willigt ein und belügt bei ihrer Rückkehr nach Wien Fürst Schwarzenberg, indem sie behauptet, es gäbe überhaupt keine ungarische Armee mehr. Die Jungoffiziere haben sich jedoch in Wirklichkeit in das Karpatengebiet zurückgezogen, um sich neu zu formieren und Nachwuchsoffiziere auszubilden. Maria Ilona täuscht sogar den österreichischen Heerführer Windischgraetz, indem sie diesen mit seinen Truppenteilen aus Budapest weglockt, damit in einem günstigen Moment die ungarischen Soldaten ihre Heimatstadt zurückerobern können. Von dort soll final ein Großangriff auf Wien gestartet werden.
Derweil wurde Imre von den Österreichern verhaftet. Sein Tod scheint gewiss, da Kaiser Franz Joseph I. die strengstmögliche Bestrafung sämtlicher am Aufstand gegen die Habsburger-Krone beteiligten ungarischen Offiziere angeordnet hat. Maria Ilona erscheint in Wien mit der Nachricht, dass Ungarn endlich frei sei, Kossuth und seine Männer hätten auf ganzer Linie gesiegt. Ihren Verlobten Schwarzenberg bittet sie, sich für Imres Begnadigung einzusetzen, denn mit dessen Hinrichtung gewönne Österreich rein gar nichts. Der Fürst und Ministerpräsident zeigt sich dazu bereit, erwartet aber von Imre, dass sich dieser von Kossuth lossagen müsse. Doch der ungarische Patriot kann sich nicht dazu überwinden, sein Stolz siegt über den Verstand. Damit sind Schwarzenberg die Hände gebunden. Jetzt gesteht Maria Ilona in ihrer Verzweiflung ihrem Verlobten, dass sie diesen mit einer Siegesnachricht der ungarischen Nationalisten getäuscht habe. Damit ist die Beziehung der beiden Liebenden beendet.

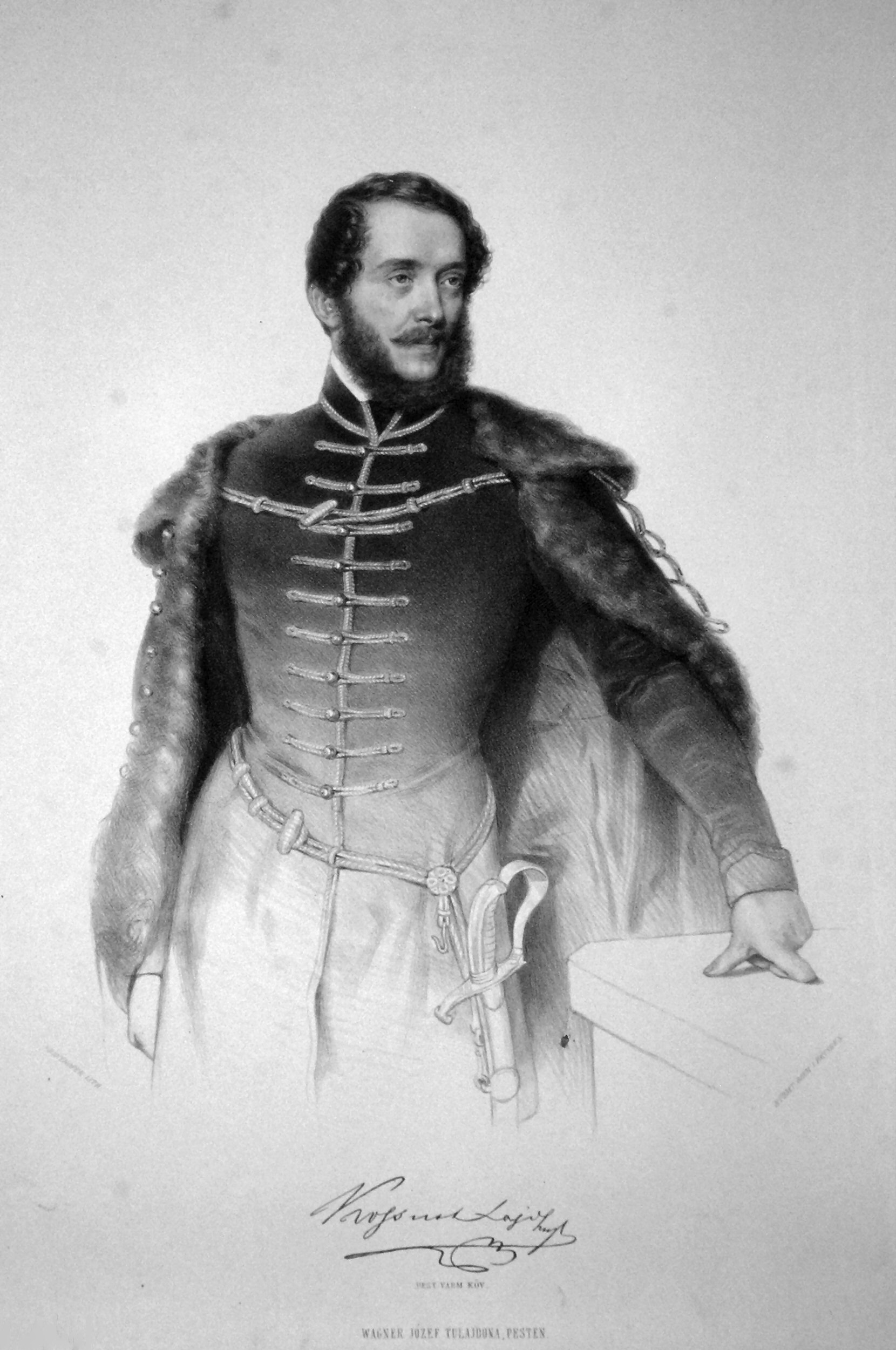
Lajos Kossuth, der Anführer der ungarischen Unabhängigkeits-bewegung (Lithographie von 1848)

## Produktionsnotizen
Die Dreharbeiten zu Maria Ilona, geplant unter dem Titel Die Frau zwischen den Fronten, begannen am 24. April 1939. Die Innendrehs entstanden in der UFA-Stadt Babelsberg, die Außenaufnahmen in Küstrin sowie am Schloss Schönbrunn in Wien. Die Uraufführung erfolgte am 14. Dezember 1939 in Berlins Gloria-Palast.
Die Herstellungskosten beliefen sich auf überdurchschnittliche 1,305 Millionen Reichsmark. Bis Februar 1941 betrugen die Einnahmen 3,045 Millionen RM. Damit galt Maria Ilona als gewaltiger Kassenerfolg. Auch im Handlungsort Ungarn lief der dort am 20. Dezember 1939 angelaufene Film ausgezeichnet. Zur Reaktion in der Schweiz berichtete der Film-Kurier: Die „gesamte Presse zollte der schauspielerischen Leistung von Paula Wessely volle Anerkennung“.
Herstellungsgruppenleiter Viktor von Struve wirkte auch als Herstellungs- und Produktionsleiter. Robert Herlth und gestaltete die Filmbauten. Die Kostüme stammen von Eleanor Behm-Techow. Fritz Böttger studierte die Tänze ein. Erich Leistner war für den Ton verantwortlich; der Filmeditor Wolfgang Wehrum war auch einer von zwei Regieassistenten. Hans Brunow übernahm die Dialogregie.
Der damals 22-jährige Schweizer Paul Hubschmid in der Rolle eines heißspornigen ungarischen Patrioten und Bruders der Titelheldin gab in Maria Ilona seinen Einstand beim deutschen Film.

## Kritiken
Auf film.at ist zu lesen: „In Ausstattung und Zeitkolorit weiß der Film durchaus zu überzeugen, doch Paula Wessely kommt als »Frau zwischen den Fronten« – unter diesem Titel war der Film zunächst angekündigt – nicht recht in Fahrt, vermutlich weil sie zu wenig zu tun hat, nichts ausrichten kann und am Ende dem Treiben der Männer passiv zusehen muss. Vor allem dem österreichischen Publikum war die Zumutung, sich mit dem ungarischen Nationalismus zu identifizieren, nicht zu vermitteln, aber auch in Deutschland hatte der Film, als er fertig war, seine politische Brauchbarkeit bereits überlebt.“

„Obwohl weder in den historischen Bezügen noch in der Zeichnung der Charaktere durchgehend stimmig, ist der Vorkriegsfilm wegen seiner atmosphärisch treffenden Inszenierung und fesselnden Darstellung auch heute noch unterhaltsam.“

Boguslaw Drewniak resümierte: „Die Verfasser des Textes und der Regisseur Geza von Bolvary dachten mehr an Paula Wessely (die diesmal nicht immer auf der Höhe ihrer früheren Leistungen war), als an die historische und legendäre ungarische Baronin Ilona Beck und an den Fürsten und Diplomaten Karl zu Schwarzenberg. Auch die politische Aktualität stand im Hintergrund.“